# Oxytropis japonica
Oxytropis japonica är en ärtväxtart som beskrevs av Carl Maximowicz. Oxytropis japonica ingår i släktet klovedlar, och familjen ärtväxter.

## Underarter
Arten delas in i följande underarter:
- O. j. japonica
- O. j. sericea

## Bildgalleri

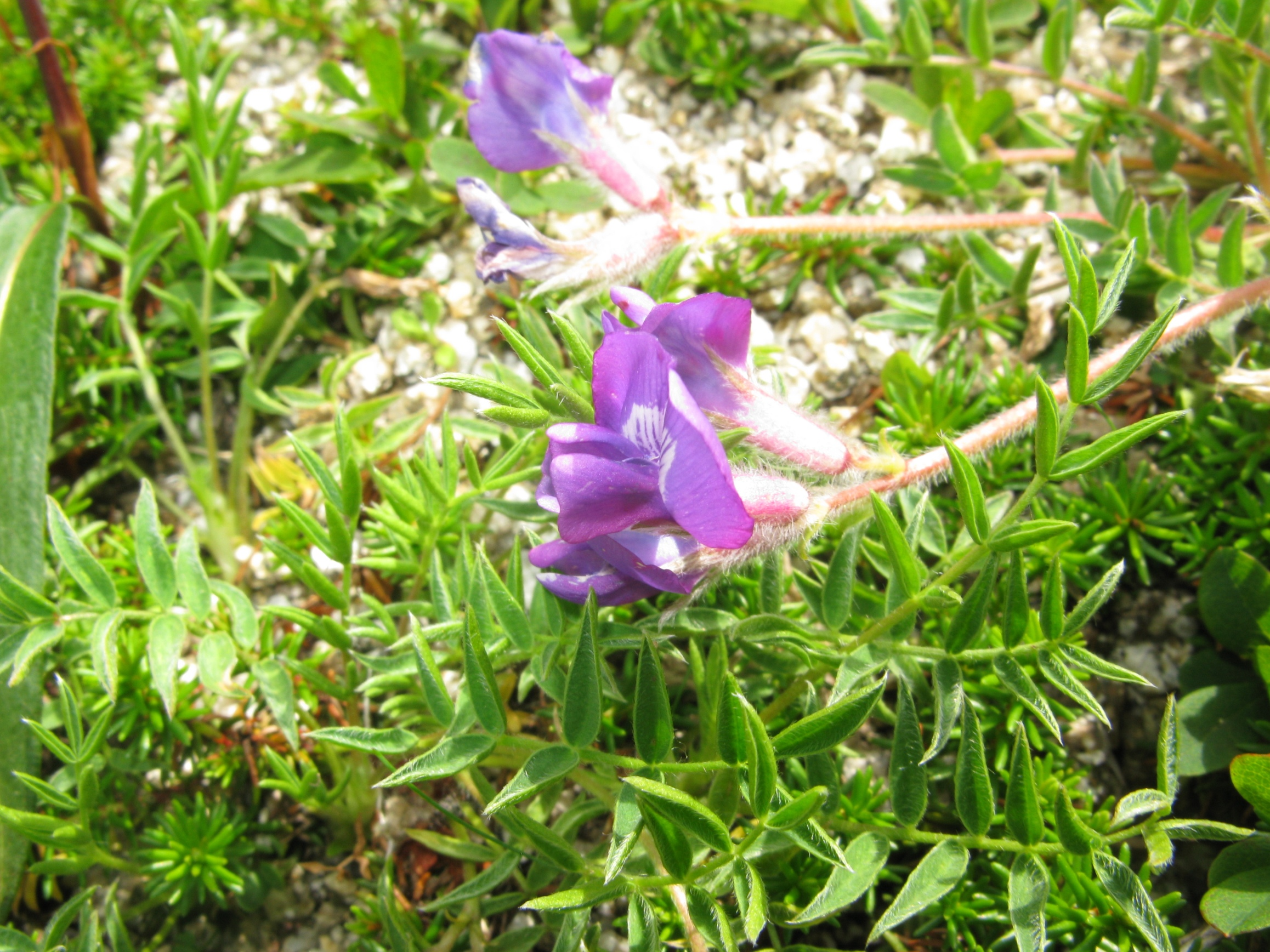
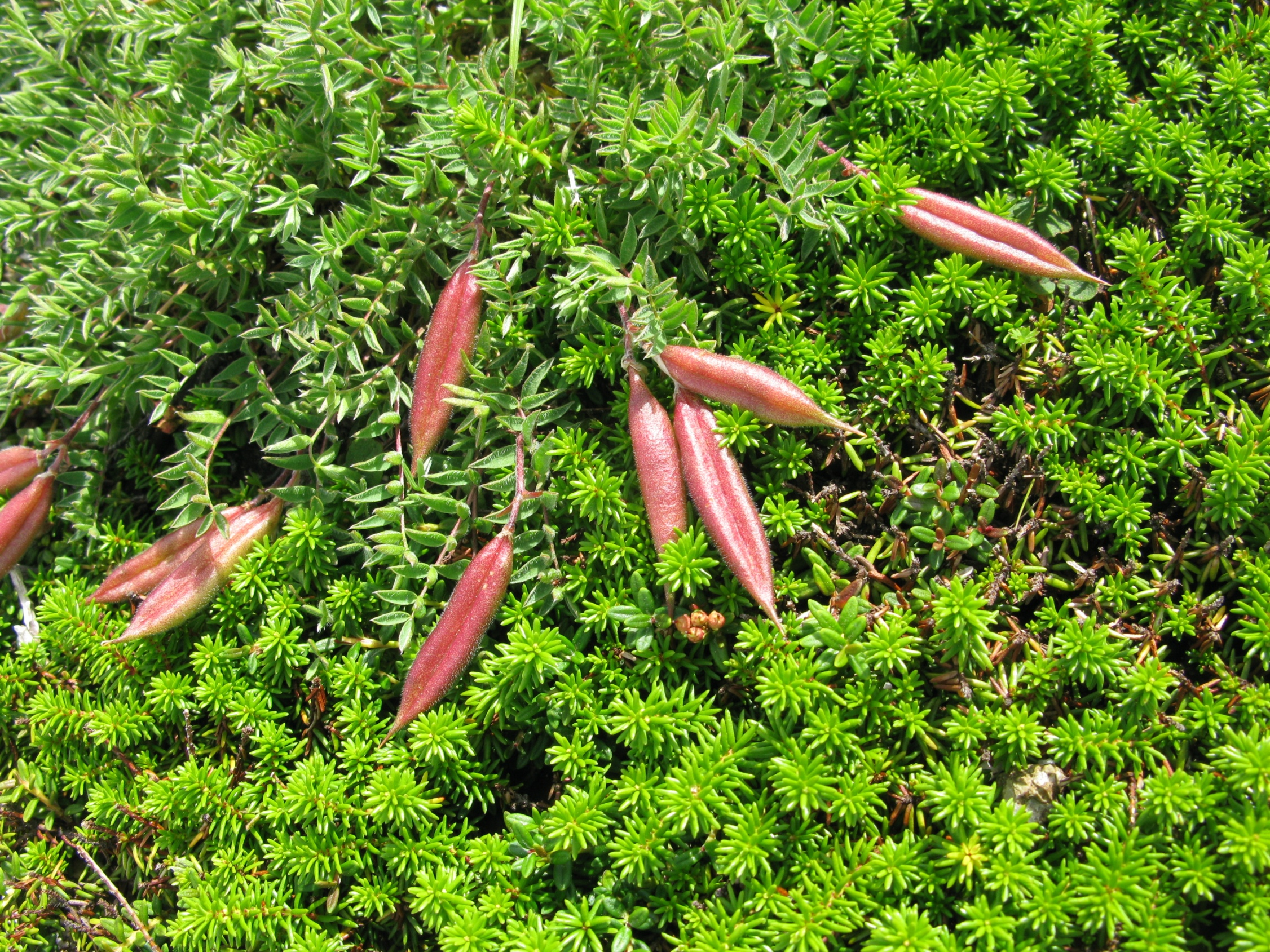
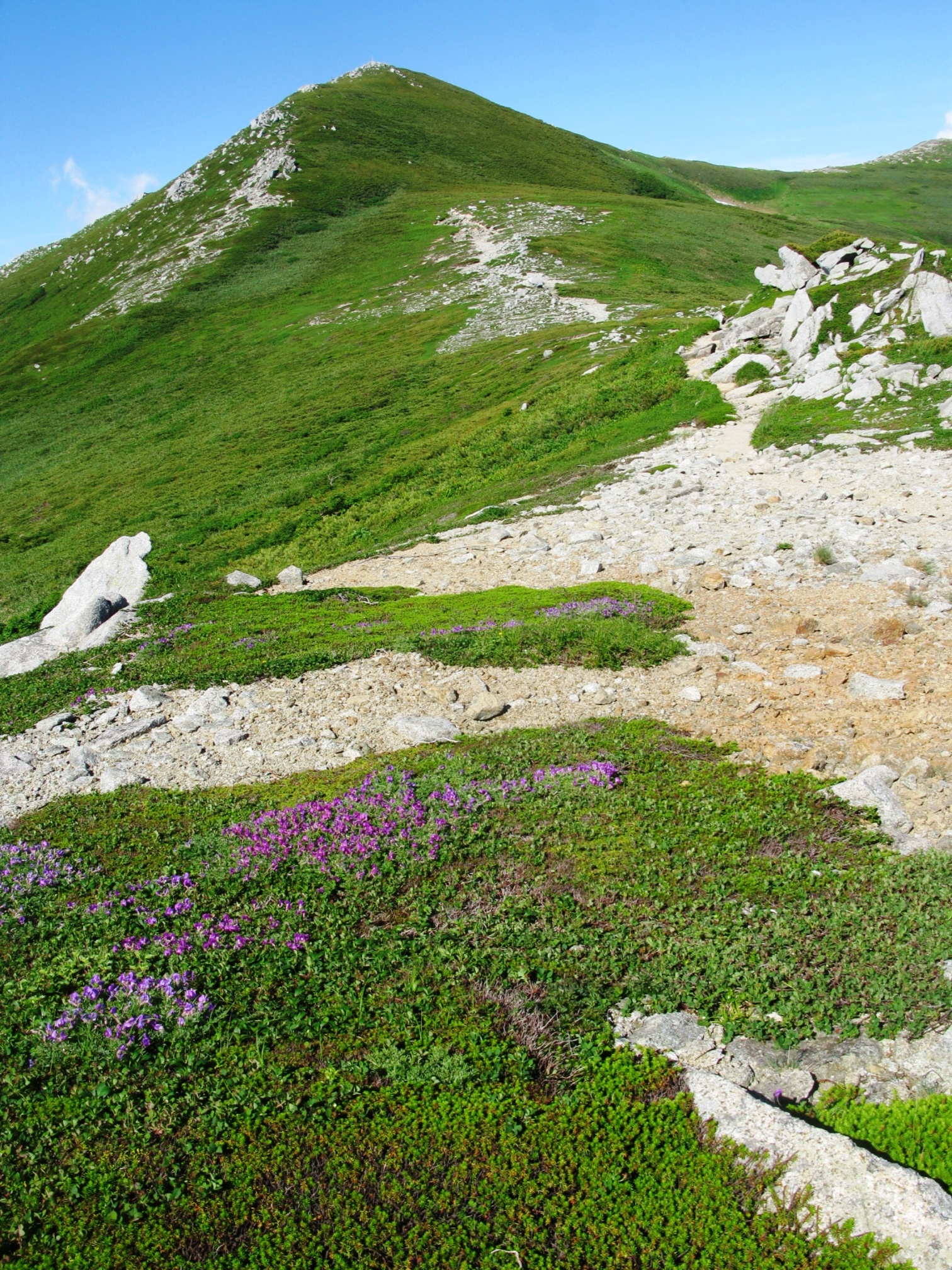
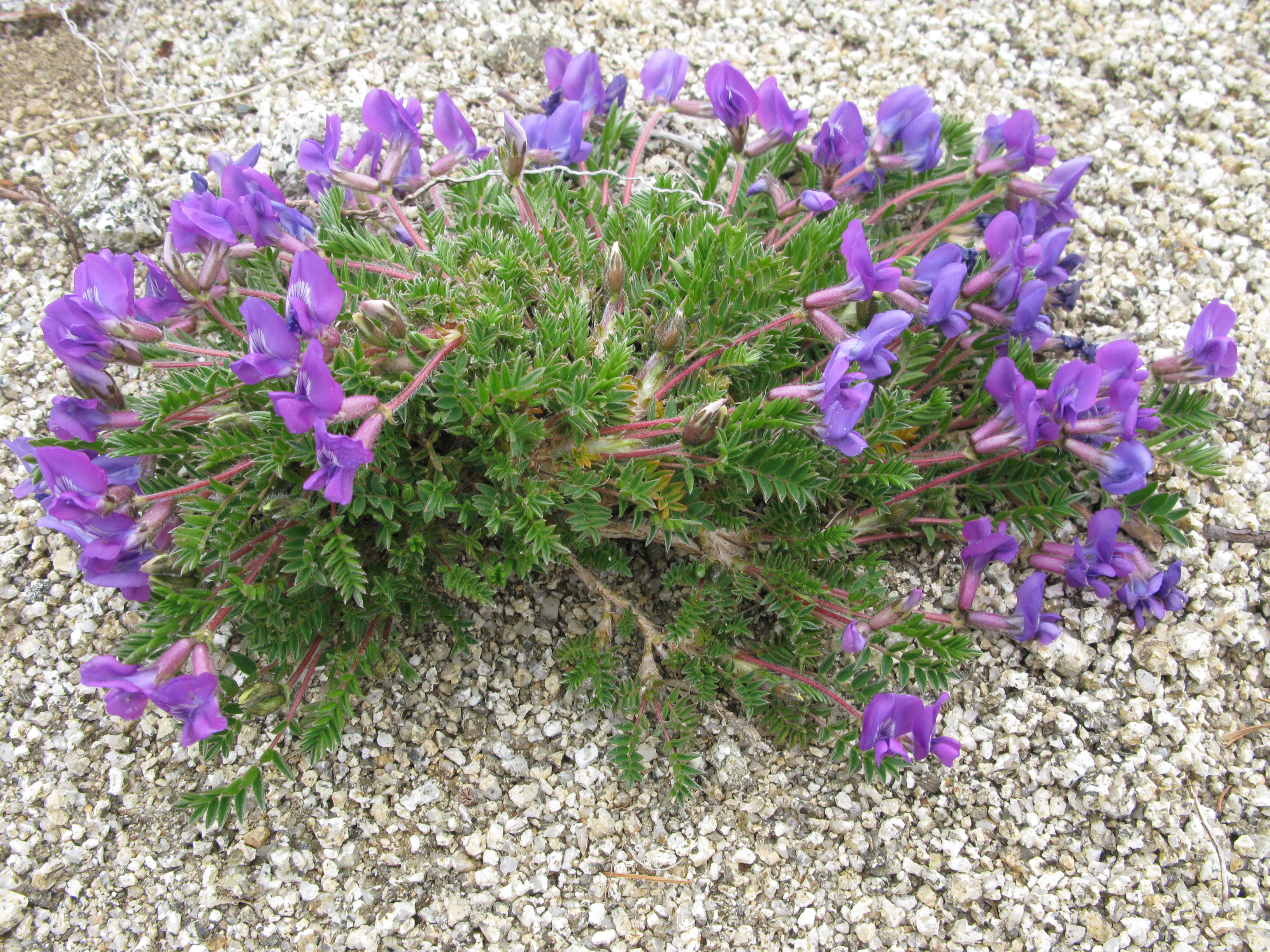
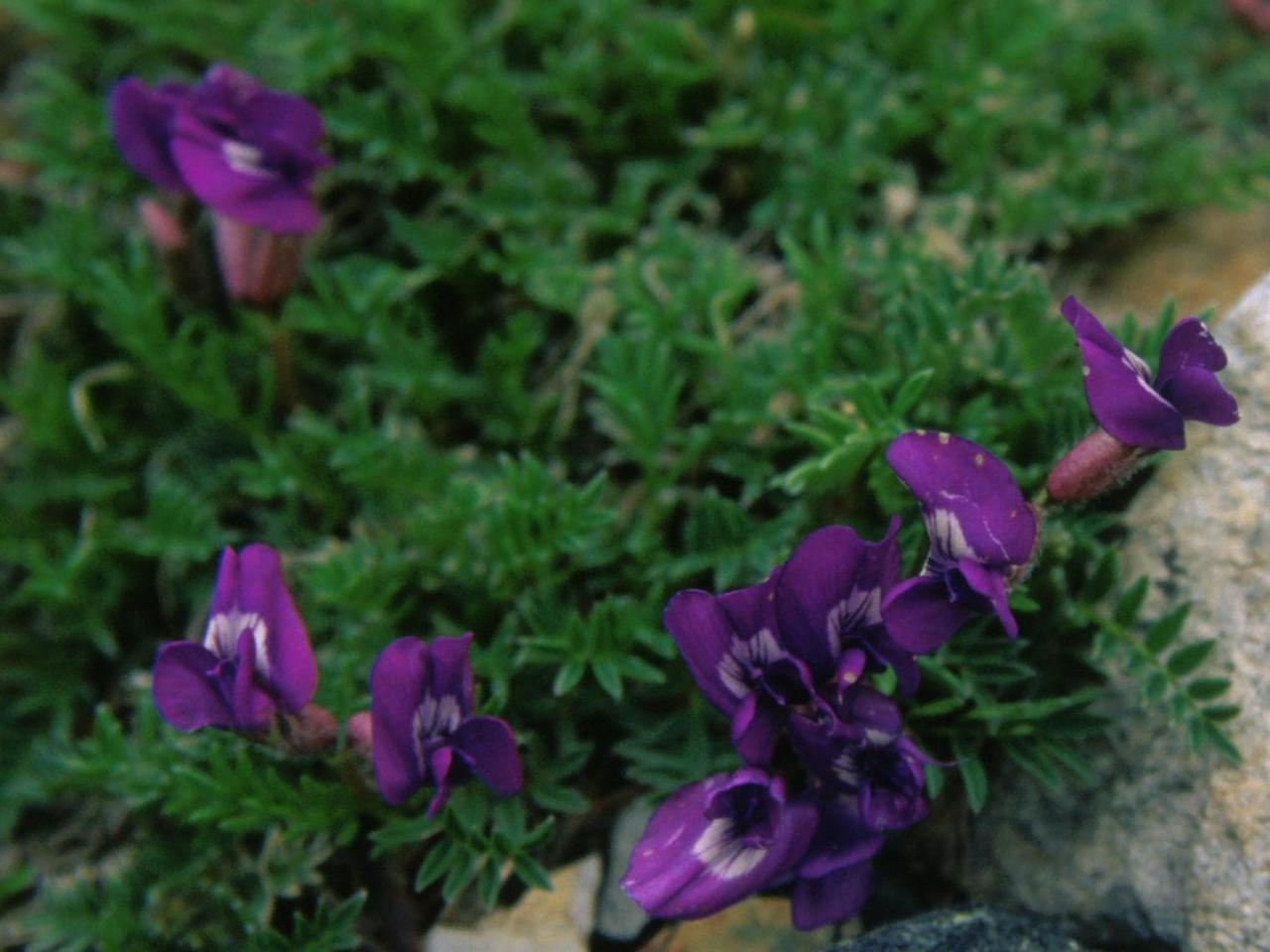
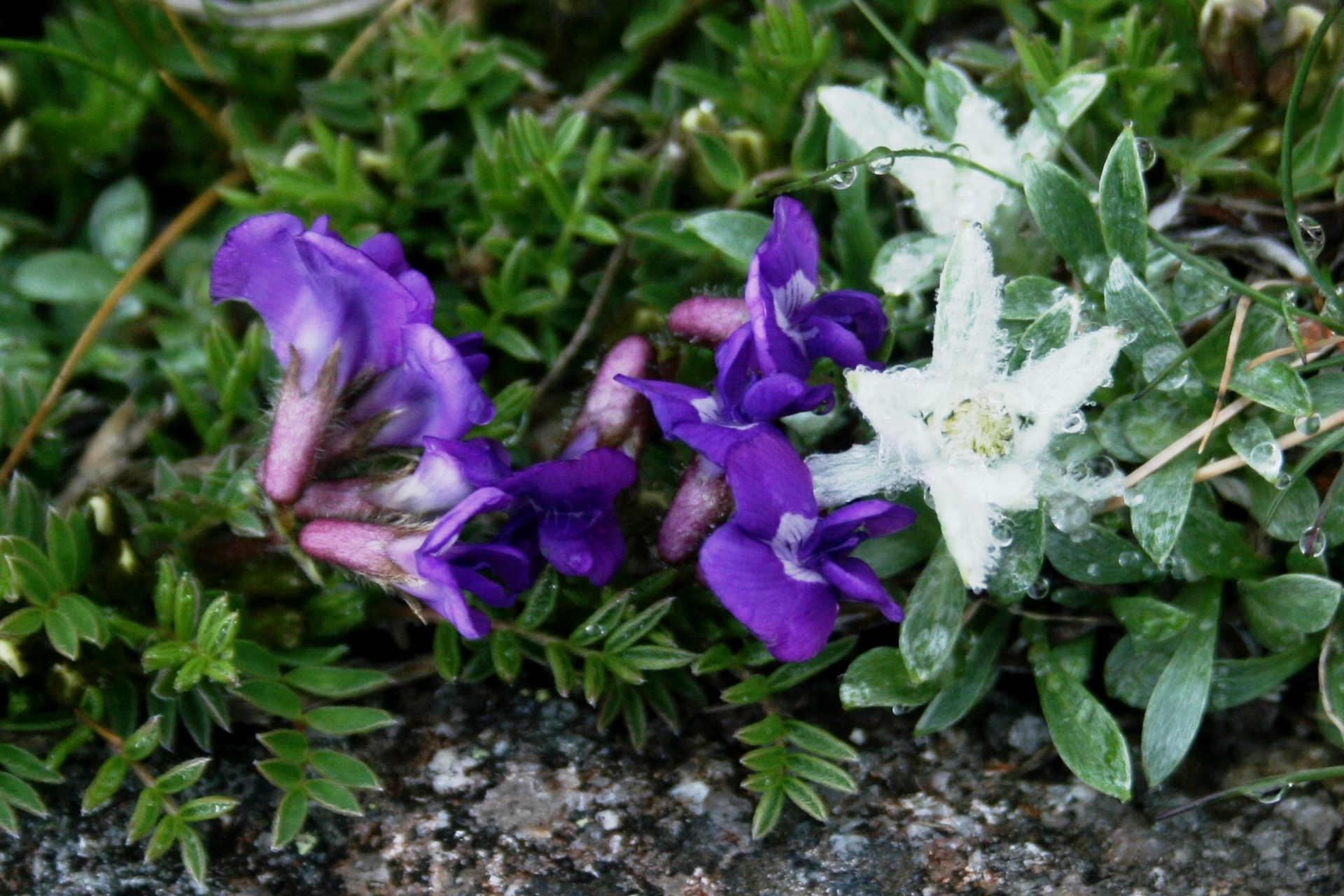